# Omalus probiaccinctus
Omalus probiaccinctus (лат. ) — вид ос-блестянок рода Omalus из подсемейства Chrysidinae (триба Elampini). Китай (Guizhou).

## Описание
Мелкие осы-блестянки с коротким и широким телом (4,8-5,7 мм). Длина передних крыльев 4,1-4,4 мм. Основная окраска зеленовато-синяя (усики чёрные). Пунктировка груди не глубокая. Жгутик усика посредине не утолщенный. Жвалы трёхзубчатые. Коготки с 4 зубцами. Задний край третьего тергита брюшка с вырезкой. Брюшко блестящее. Гнездовые паразиты одиночных ос и пчёл.